# バイソン属
バイソン属（バイソンぞく、Bison）は、ウシ目（偶蹄目）ウシ科・ウシ族に分類される草食動物の属。

## 分類

### 呼称
英語では「バッファロー（Buffalo）」とも呼ばれる場合が多いが、これは大型のウシ族を意味するフランス語やポルトガル語などの南欧系の言語に由来する言葉であり厳密にはスイギュウの系統を指す。「バイソン（Bison）」という呼称はギリシャ語に起源を持ち、当初はヨーロッパバイソン（Wisent）に対して使われていたが後にアメリカバイソンなどにも用いられるようになった。

### 他のウシ族との関連性
現生種（アメリカバイソン・ヨーロッパバイソン）の最初の記載は1758年であり、カール・フォン・リンネによってウシ属（Bos）として分類された。一方で、バイソン属は長年に渡って独自の属として見なされてきた背景もあり、バイソン属をウシ属に再分類するか否かに関しては近年でも議論が続けられている。現生のウシ族においてバイソン属と遺伝的に最も近縁なのはヤクの野生種のノヤクであり、2021年に発表された現生ウシ族の遺伝上の関連性は以下の通りになる。
|                     | ノヤク（Bos mutus）+ヤク（B. grunniens）                                                                |
|                     | |
| バイソン属（Bison） | \| \| アメリカバイソン（Bison bison） \| \| \| \| \| \| ヨーロッパバイソン（Bison bonasus） \| \| \| \| |
|                     | \| \| アメリカバイソン（Bison bison） \| \| \| \| \| \| ヨーロッパバイソン（Bison bonasus） \| \| \| \| |
|                     | アメリカバイソン（Bison bison）                                                                         |
|                     | |
|                     | ヨーロッパバイソン（Bison bonasus）                                                                     |
|                     | |

|  | アメリカバイソン（Bison bison）     |
|  |                                     |
|  | ヨーロッパバイソン（Bison bonasus） |
|  |                                     |

|  | バンテン（Bos javanicus）+バリ牛（B. domesticus） |
|  |                                                   |
|  | ガウル（Bos gaurus）+ガヤル（B. frontalis）       |
|  |                                                   |
|  | コープレイ（Bos sauveli）                         |
|  |                                                   |

|                     | ノヤク（Bos mutus）+ヤク（B. grunniens）                                                                |
|                     | |
| バイソン属（Bison） | \| \| アメリカバイソン（Bison bison） \| \| \| \| \| \| ヨーロッパバイソン（Bison bonasus） \| \| \| \| |
|                     | \| \| アメリカバイソン（Bison bison） \| \| \| \| \| \| ヨーロッパバイソン（Bison bonasus） \| \| \| \| |
|                     | アメリカバイソン（Bison bison）                                                                         |
|                     | |
|                     | ヨーロッパバイソン（Bison bonasus）                                                                     |
|                     | |

|  | アメリカバイソン（Bison bison）     |
|  |                                     |
|  | ヨーロッパバイソン（Bison bonasus） |
|  |                                     |

|  | バンテン（Bos javanicus）+バリ牛（B. domesticus） |
|  |                                                   |
|  | ガウル（Bos gaurus）+ガヤル（B. frontalis）       |
|  |                                                   |
|  | コープレイ（Bos sauveli）                         |
|  |                                                   |

|                     | ノヤク（Bos mutus）+ヤク（B. grunniens）                                                                |
|                     | |
| バイソン属（Bison） | \| \| アメリカバイソン（Bison bison） \| \| \| \| \| \| ヨーロッパバイソン（Bison bonasus） \| \| \| \| |
|                     | \| \| アメリカバイソン（Bison bison） \| \| \| \| \| \| ヨーロッパバイソン（Bison bonasus） \| \| \| \| |
|                     | アメリカバイソン（Bison bison）                                                                         |
|                     | |
|                     | ヨーロッパバイソン（Bison bonasus）                                                                     |
|                     | |

|  | アメリカバイソン（Bison bison）     |
|  |                                     |
|  | ヨーロッパバイソン（Bison bonasus） |
|  |                                     |

|  | バンテン（Bos javanicus）+バリ牛（B. domesticus） |
|  |                                                   |
|  | ガウル（Bos gaurus）+ガヤル（B. frontalis）       |
|  |                                                   |
|  | コープレイ（Bos sauveli）                         |
|  |                                                   |

|                     | ノヤク（Bos mutus）+ヤク（B. grunniens）                                                                |
|                     | |
| バイソン属（Bison） | \| \| アメリカバイソン（Bison bison） \| \| \| \| \| \| ヨーロッパバイソン（Bison bonasus） \| \| \| \| |
|                     | \| \| アメリカバイソン（Bison bison） \| \| \| \| \| \| ヨーロッパバイソン（Bison bonasus） \| \| \| \| |
|                     | アメリカバイソン（Bison bison）                                                                         |
|                     | |
|                     | ヨーロッパバイソン（Bison bonasus）                                                                     |
|                     | |

|  | アメリカバイソン（Bison bison）     |
|  |                                     |
|  | ヨーロッパバイソン（Bison bonasus） |
|  |                                     |

|  | バンテン（Bos javanicus）+バリ牛（B. domesticus） |
|  |                                                   |
|  | ガウル（Bos gaurus）+ガヤル（B. frontalis）       |
|  |                                                   |
|  | コープレイ（Bos sauveli）                         |
|  |                                                   |

### 進化史
バイソン属は他のウシ族と同様にレプトボスの子孫であり、発祥はオーロックスと共にアジア南方（現在の中国やインドなど）にあるとされる。一方で、従来はレプトボスと識別されていた標本が初期のバイソンの亜属であり、分類学上の混乱などから長年議論の対象となってきた「Eobison」に再分類される場合も見られる。
「Eobison」およびバイソン属は前期更新世の末期にヨーロッパで拡散したメガファウナでは最も成功し、また生態系においても最も重要なニッチを占めた部類の一つであった。2023年の時点で「Eobison」における有効種は3種が確認されているが、本属は形態的な多様性が非常に富んでいたとされる。前期更新世から中期更新世に移行する時期に伴った気候変動（寒冷化および乾燥化）と森林の減少を経て、「Eobison」やレプトボスが大型化して肢骨格を発達させた結果としてバイソン属やウシ属が発生して急速に分布を拡大した。
完新世まで生存した化石種のステップバイソン（Bison priscus）は、中期更新世以降に誕生した化石種と現生種の大半の祖先となったために「原初のバイソン（Primeval Bison）」と呼ばれることもあり、マンモス・ステップに生息した動物相（マンモス動物群）の代表格の一角であった。
「Eobison」に限らずバイソン属の分類には混同と混乱が生じてきて議論が進んでいない場合も見られ、とくにオーロックスとは化石だけでなく古来の呼称などにも混同が発生し、オーロックスの地域絶滅の特定が困難になったという事例も存在する。

### 異説
ウシ族の分類や進化史、属同士の関連性などには不明な点が多く、バイソン属とウシ属を巡る仮説の中に、一時期は「ヒッグスバイソン（Higgs Bison）」という未知のバイソン属が存在したというものが見られた。この名称はヒッグス粒子の英名の「Higgs Boson」に掛けた命名である。
ステップバイソンがユーラシア大陸においてヤクと自然交配して生み出したハイブリッドが北米大陸に到達し、その後に第二波のステップバイソンの北米大陸への流入があってアメリカバイソン、ジャイアントバイソン、ムカシバイソン、ホクチヤギュウが派生し、北米に流入した第一波（ヤクとのハイブリッドの子孫）がユーラシア大陸に復帰してオーロックスと自然交配して生まれた雑種が「ヒッグスバイソン」であり、このハイブリッドの子孫がヨーロッパバイソンとコーカサスバイソンとカルパティアバイソンであったという説である。
この他にも、コーカサスバイソンの復元を目指して野生に放たれたヨーロッパバイソン（リトアニアバイソン）とアメリカバイソンの一亜種または一形態のヘイゲンバイソンとのハイブリッドを新亜種「Bison bonasus montanus（ポーランド語版）」とするべきだという意見もある。

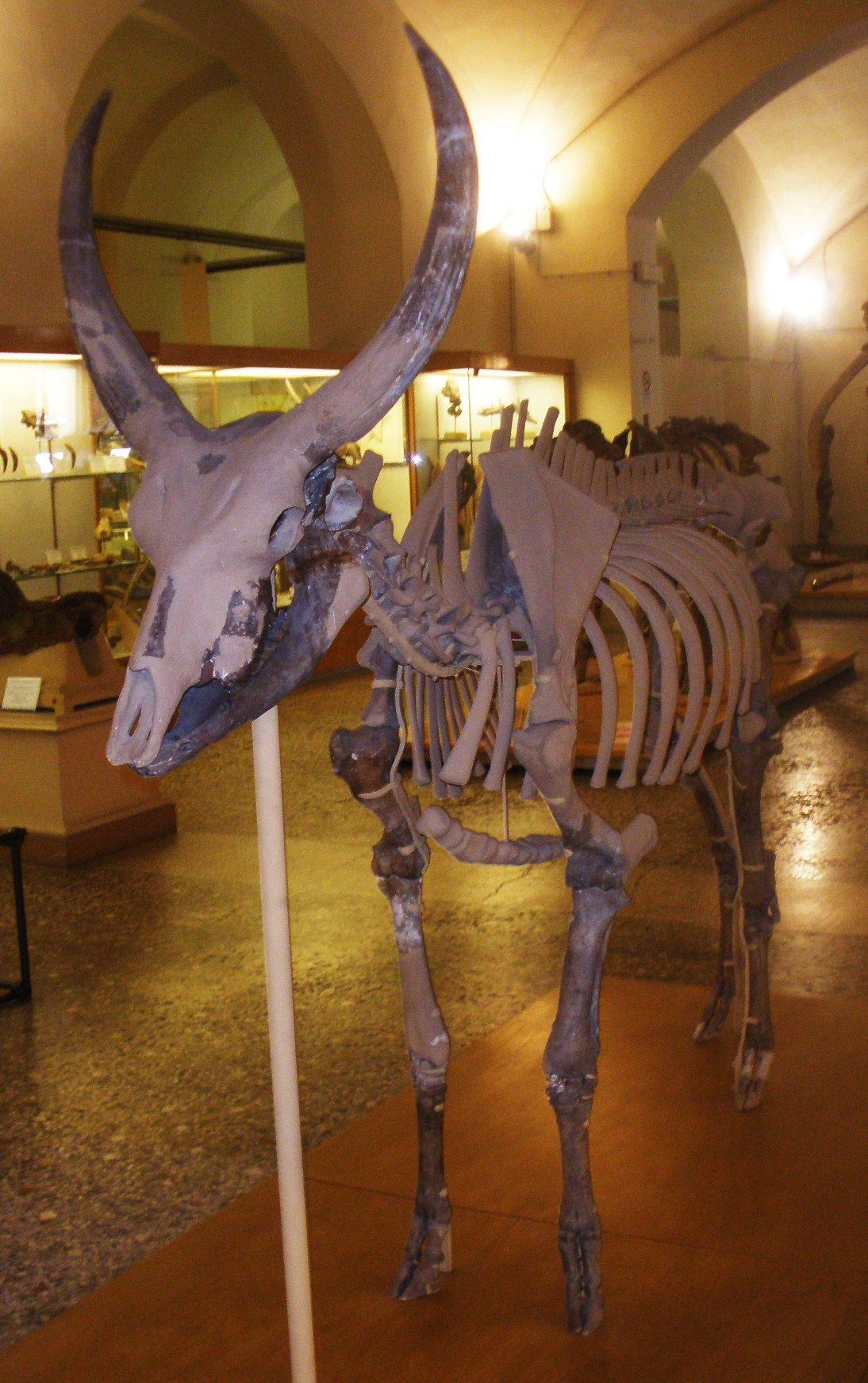
イタリアのフィレンツェ自然史博物館（イタリア語版）に展示されたレプトボス（英語版）の骨格標本。
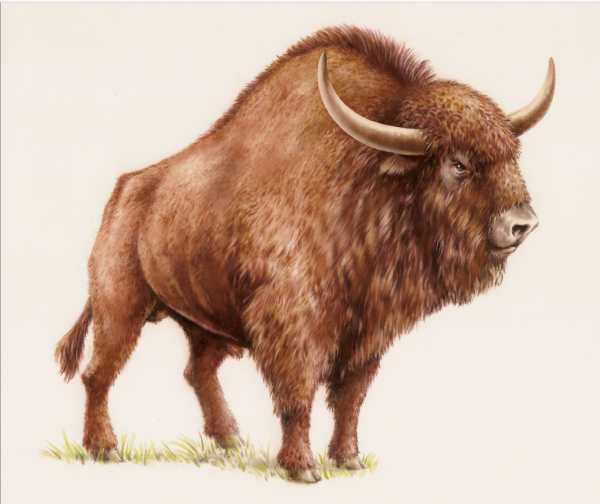
ステップバイソン（B. priscus）の生体復元想像図。
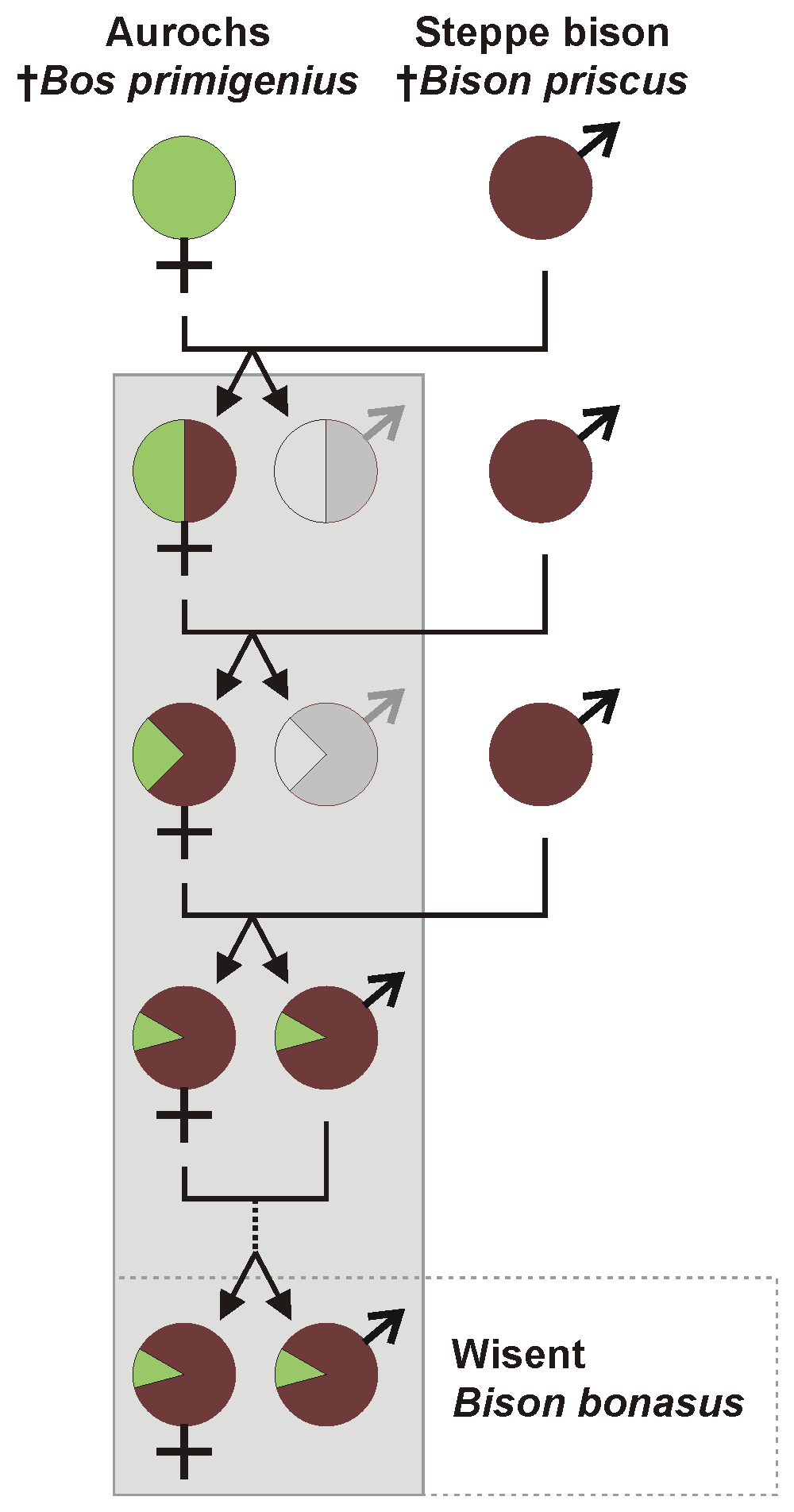
「ヒッグスバイソン説」が提唱された時点で推測されたステップバイソン、ヨーロッパバイソン、オーロックスの遺伝的な関連性を示すダイアグラム。
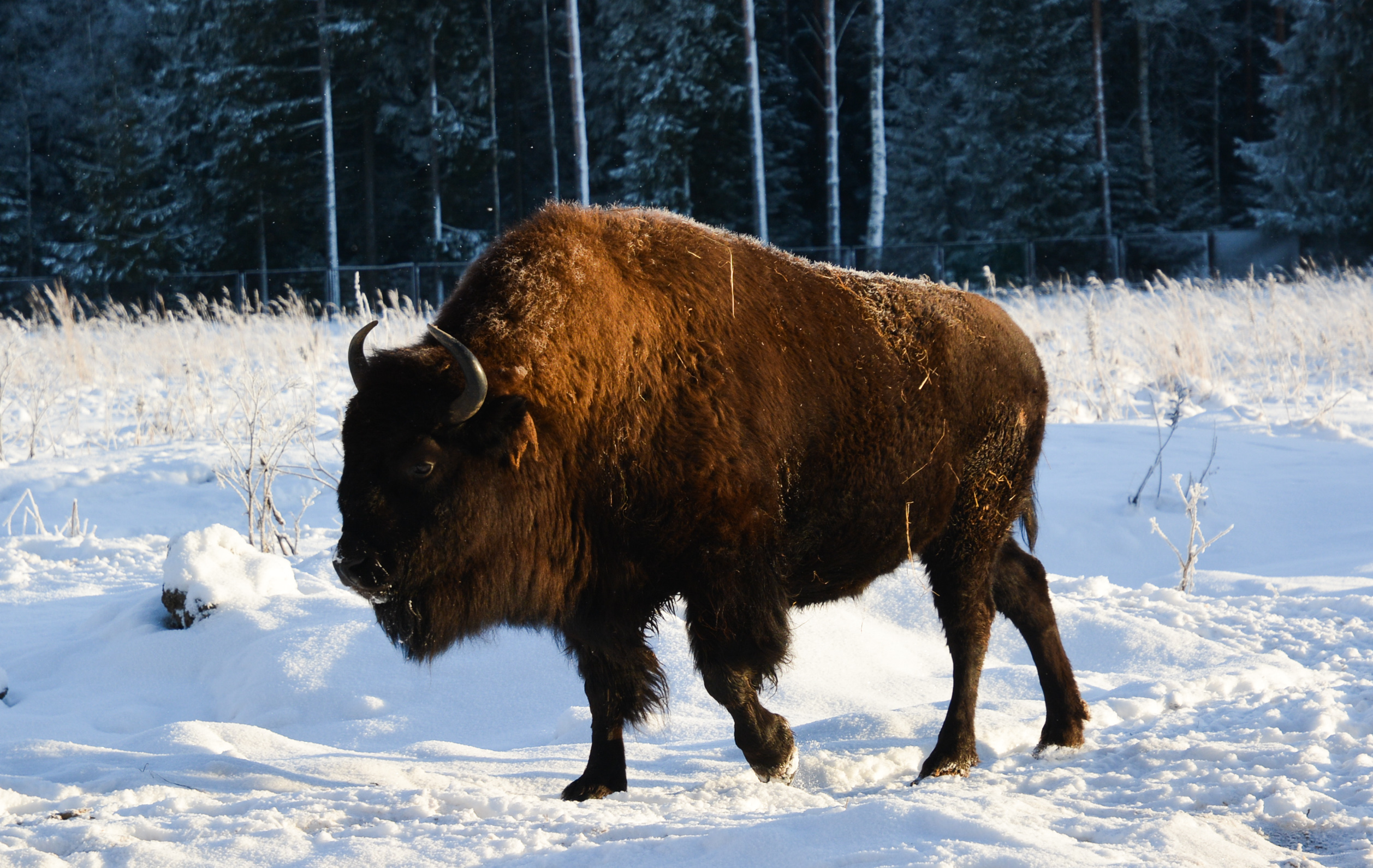
ロシアのサンクトペテルブルク近郊の自然保護区で飼育されている「Bison bonasus montanus（ポーランド語版）」。

## 所属種

### 絶滅種
- Eobison (Bison)
  - Eobison (Bison) degiulii[9][20]
  - Eobison (Bison) georgicus[9][20][21]
  - Eobison (Bison) sivalensis[9][20]
- Bison
  - Bison alaskensis[20]
  - Bison antiquus　ムカシバイソン　Bison antiquus
    - Bison antiquus antiquus[20]
    - Bison antiquus occidentalis[20]

  - Bison exiguus
    - Bison exiguus exiguus[11]
    - Bison exiguus carvicornis[11]
    - Bison exiguus harbiensis[11]

  - Bison geron[11]
  - Bison latifrons　ジャイアントバイソン　Bison latifrons
  - Bison menneri[20]
  - Bison occidentalis　ホクチヤギュウ[22]　Bison occidentalis
  - Bison palaeosinensis[20]
  - Bison priscus　ステップバイソン　Steppe bison
    - Bison priscus priscus[23]
    - Bison priscus mediator[23]
    - Bison priscus gigas[23]
    - Bison priscus siciliae[24]
    - Bison primigenius[11][25]
    - Bison hanaizumiensis　ハナイズミモリウシ

  - Bison schoetensacki　Bison schoetensacki
  - Bison sylvestris[3]
  - Bison tamanensis[20]
  - Bison voigtstedtensis[26]

### 現生種
- Bison bison　アメリカバイソン　American bison
  - 　Bison bison bison　ヘイゲンバイソン　Plains bison
  - 　Bison bison athabascae　シンリンバイソン　Wood bison
- Bison bonasus　ヨーロッパバイソン　European bison
  - Bison bonasus bonasus　リトアニアバイソン　Lithuanian bison
  - Bison bonasus caucasius　コーカサスバイソン　Caucasian bison　（絶滅）
  - Bison bonasus hungarorum　カルパティアバイソン Carpathian bison （絶滅）

## 形態
頭骨は幅広いうえに短い。脊椎（頸椎後部や胸椎前部）の突起（棘突起）が長いため、肩が隆起する。頭部から肩にかけて長い体毛で覆われる。頭部には雌雄共に、皺や捻れのない短い角がある。角の断面は円形。
現生種においては、同年代同士を比較した平均的な体重上の最大種はアメリカバイソンの一形態または一亜種のシンリンバイソンであり、体長240-380センチメートル、尾長90センチメートル、体高195-201センチメートル、体重500-1,179キログラムに達する。平均的な体重における最小種はヨーロッパバイソンであり、体長250-350センチメートル、尾長80センチメートル、体高180-210センチメートル、体重650-1,350キログラムになる。
最大の種類は、北米に生息していたジャイアントバイソン（Bison latifrons） であり、体高約2.3 - 2.5メートル、体長約4.8メートル、体重約1.2 - 2トン以上、角の差し渡しが約2.2メートルと、史上最大の牛科動物および史上最重の反芻類の一種であった。また、ステップバイソンの亜種の一つであり、現在のシベリアやモンゴルや中国などに分布していた Bison priscus gigas（ギガス種）もジャイアントバイソンに匹敵する大きさと形態と分布を有していたと考えられている。

## 生態
森林や草原に生息する。10-20頭の群れを形成して生活するが、繁殖期にはより大規模な群れを形成することもある。
食性は植物食で、草、木の葉、果実などを食べる。
繁殖形態は胎生。1回に1頭の幼獣を産む。

## 分布

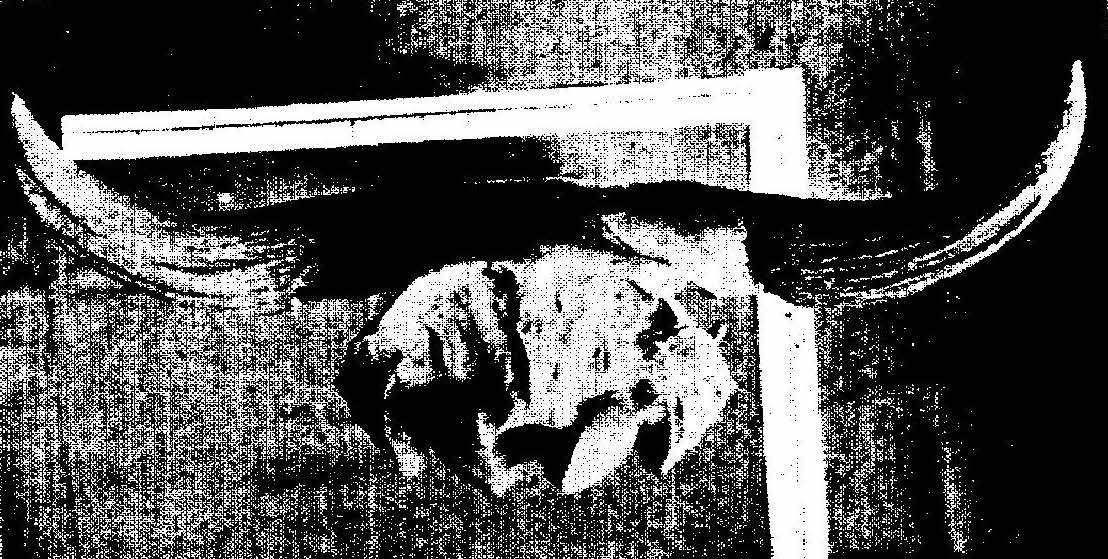
ハナイズミモリウシの頭骨。

現生種（アメリカバイソンとヨーロッパバイソン）はアメリカ合衆国、カナダ、メキシコ（再導入）、ヨーロッパ各地（ポーランド等）、アゼルバイジャン（再導入）、ロシア、サハ共和国（古代種の代用としての野生導入）等に見られる。この他、イギリスでも試験的な古代種の代用としての試験的な野生導入が行われている。
一方、バイソン属の起源はオーロックスと同様にアジア南方（現在の中国やインドなど）にあるとされ、かつてはユーラシア大陸やブリテン諸島や日本列島などの広範囲にいたと思われる。日本列島においては、岩手県の花泉遺跡からはステップバイソンに近いまたは同種と考えられる「ハナイズミモリウシ」がオーロックスと共に発掘されている。また、青森県の下北半島など他の地域からも発見されており、栃木県（通称「葛生動物群」）から発掘された大型のバイソン属の化石は分類が不明だが、発掘された骨格は瀬戸内海（香川県小豆島沖）から発見されたホクチヤギュウと似た数値を有している。北海道からは、北広島市および八雲町、浦河町などからバイソン属の化石が発掘されている。

## 人間との関係
開発による生息地の破壊、乱獲、家畜との交雑などにより野生下で絶滅（ヨーロッパバイソン）、もしくはそれに近い状態まで生息数が激減（アメリカバイソン）した。前者は飼育下個体を繁殖させ再導入し、後者は生息地での保護により自然公園や自然保護区内である程度まで生息数が回復している。

## その他
- 白亜紀に生息した恐竜のスピノサウルスやオウラノサウルスは、背中の突起は一般的なイメージとして「帆」が認識されているが、それ以外の有力な仮説として筋肉の隆起という説もある。この仮説の根拠の基盤の一つとなったのが、バイソン属、特にアメリカバイソンや先祖であるジャイアントバイソンの骨格とされている[46][47]。

## 参考資料
- 『バイソン』 - コトバンク
- 環境省
  - 特定動物リスト (動物の愛護と適切な管理)